# برخورد ناکشسان

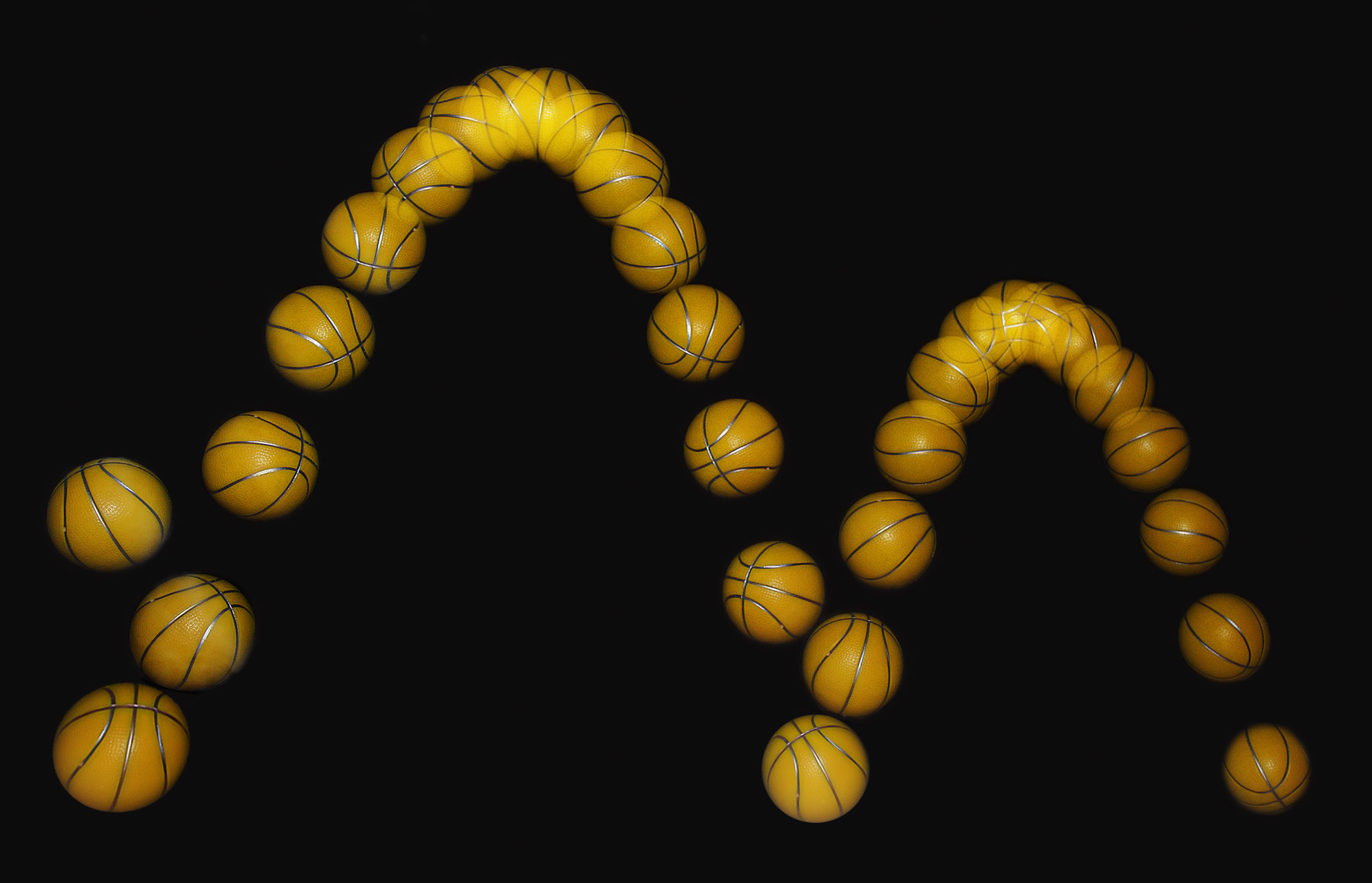
برخورد ناکشسان

برخورد ناکشسان (به انگلیسی: Inelastic collision) به برخوردی بین دو جسم گفته می‌شود در صورتی که انرژی جنبشی آن پایسته نباشد.
در برخورد اجسام بزرگ، بخشی از انرژی جنبشی به ارتعاش اتم‌ها منجر می‌شود که باعث گرم شدن جسم می‌شود. مولکول‌های یک گاز یا مایع به ندرت برخورد کاملاً الاستیک دارند، چرا که انرژی جنبشی بین حرکت خطی مولکول‌ها و درجه آزادی داخلی آنها رد و بدل می‌شود.